# Macizo de Brenta
El macizo de Brenta (en italiano, Dolomiti di Brenta) es una cordillera dolomítica de los Alpes Calizos Meridionales. Se encuentra en la italiana provincia de Trento.
El macizo de Brenta está separado de los Alpes de Ortler al norte por el valle del Noce; del grupo Adamello-Presanella en el oeste por el paso de Campo Carlo Magno y el río Sarca; de los Alpes de Fiemme en el este por el valle del río Adigio. Es el único grupo dolomítico al oeste del río Adigio.

## Picos
Los principales picos del macizo de Brenta son:
| Pico              | Altura (m/ft) | Altura (m/ft) |
| ----------------- | ------------- | ------------- |
| Cima Tosa         | 3173          | 10,410        |
| Cima di Brenta    | 3155          | 10,352        |
| Crozzon di Brenta | 3123          | 10,247        |
| Pietra Grande     | 2935          | 9630          |
| Monte Spinale     | 2162          | 7094          |
| Monte Gazza       | 1990          | 6529          |

## Pasos
Los principales puertos del macizo de Brenta son:
| Paso             | Ubicación                      | Tipo    | Altura (m/ft) | Altura (m/ft) |
| ---------------- | ------------------------------ | ------- | ------------- | ------------- |
| Bocca di Tuckett | Madonna di Campiglio a Molveno | nieve   | 2656          | 8714          |
| Bocca di Brenta  | Pinzolo a Molveno              | nieve   | 2553          | 8376          |
| Passo del Grostè | M.di Campiglio a Cles          | sendero | 2440          | 8006          |